# Raipur, Uttarakhand
Rāipur är en ort i Indien.   Den ligger i distriktet Dehradun och delstaten Uttarakhand, i den norra delen av landet, 200 km norr om huvudstaden New Delhi. Rāipur ligger 680 meter över havet och antalet invånare är 27 702.
Terrängen runt Rāipur är kuperad åt nordost, men åt sydväst är den platt. Runt Rāipur är det tätbefolkat, med 947 invånare per kvadratkilometer. Närmaste större samhälle är Dehra Dūn, 5,6 km väster om Rāipur. Omgivningarna runt Rāipur är en mosaik av jordbruksmark och naturlig växtlighet.